# 撈刀河
撈刀河（ろうとうが、Laodao River、簡体字: 捞刀河、拼音: Lāodāo hé）は、中華人民共和国湖南省を流れる湘江の左支流。「撈塘河」、「潦滸河」ともいう。湘江の下流の長沙市市域を流れている。
撈刀河は湖南省瀏陽市石柱峰の北麓、社港鎮周洛村付近に源流がある。瀏陽市、長沙県を経て、開福区の撈刀河街道を通り、長沙の中心市街地の洋油池で湘江に合流する。全長は141キロメートル、流域面積は2,543平方キロメートル。
言い伝えでは、関羽がこの川を渡る時に青龍偃月刀をうっかり落としてしまい、川沿いを探していると青龍偃月刀が水面を漂っているのを偶然見つけたという。ここから「撈刀河」（刀をすくい取る川）の名が付けられたという。